# 路易二世·德·波旁-孔代
第四代孔代亲王路易二世·德·波旁（1621年9月8日—1686年11月11日），外号为“大孔代”（le Grand Condé），是法国军人和政治家，孔代亲王和昂基安公爵，孔代家族最著名的代表人物。他是17世纪最杰出的统帅之一，獲得「偉大」（le Grand）的殊榮。是衝擊戰術的忠實擁戴者，常被评为伟大军事家。他與另一法國元帥蒂雷納子爵並稱17世紀法國最優秀的軍事天才，但在整體上差蒂雷納許多。

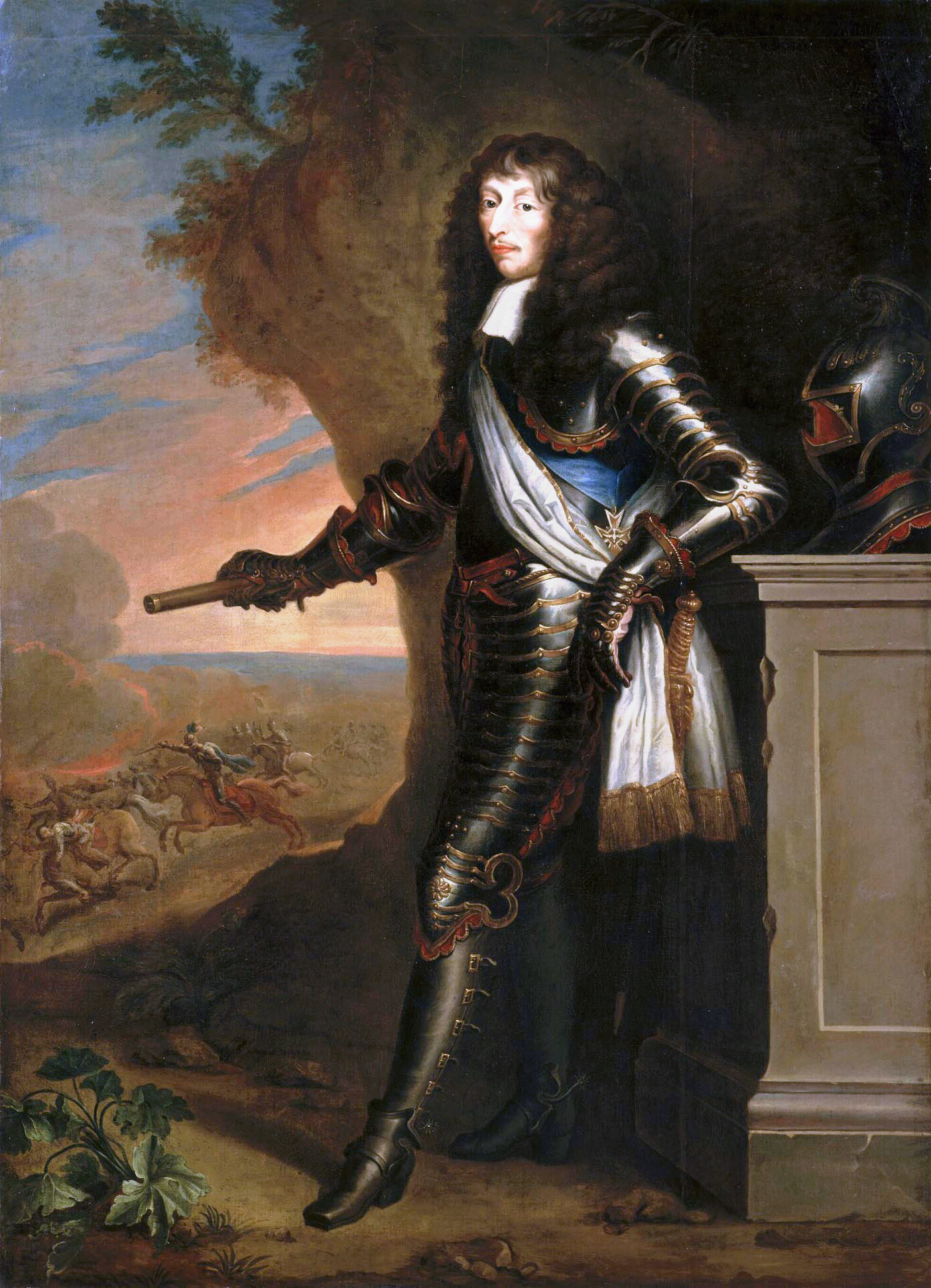
路易二世·德·波旁

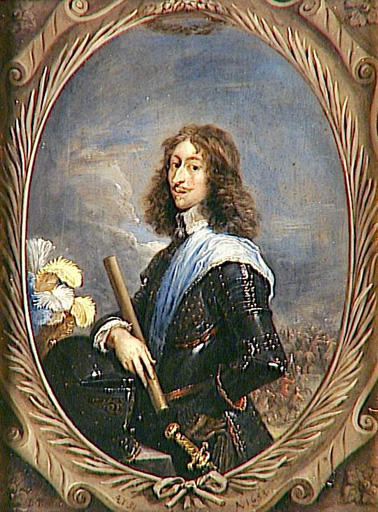
路易二世·德·波旁

## 早年
路易二世·德·波旁是孔代亲王亨利二世·德·波旁之子，母为夏洛特·玛格丽特·德·蒙莫朗西，生于巴黎。童年时在布尔日的耶稣会学校受教育。他在父亲在世时的封号是昂基安公爵。1640年至1641年，年仅20岁的路易参加了法国北部的战役，表现勇敢。
在路易的年轻时代，李希留紅衣主教拜相，並主宰着整个法国。路易的父亲，亨利二世·德·波旁极力讨好这位有无限权力的红衣主教；路易因此被迫放弃自己深爱的女子米耶·玛泰·迪·维日昂，1641年与李希留的侄女克莱拉·克莱芒丝结婚，當時克莱拉是一个年仅13岁的孩子。
雖然路易的妻子克莱芒丝，深愛其丈夫並替他生下三個子女；路易仍一直痛恨這樁政治婚姻，並對克莱芒丝很不友善。一段時間之後，他就聲稱克莱芒丝與不同的男人私通苟合，因此把克莱芒丝禁閉在沙托魯。公眾和輿論都不相信路易對其夫人的指控：貴族聖西門就記錄克莱芒丝，說她雖然長相普通且有點無趣，但卻是貞潔、虔誠而且永遠溫柔恭順地對待丈夫；即使她面對其夫無情的傷害，仍然不改初衷。

## 三十年戰爭
1643年在三十年战争后期，昂基安公爵路易受命指挥法军在法国北部与西班牙军队作战。1643年5月19日，路易在罗克鲁瓦战役中获胜。这是一次伟大的胜利，因为路易面对的是长期称霸欧洲的西班牙陆军，而且他的对手都是有经验的将领，而他只是个23岁的青年指挥官。此役终结了西班牙在历史上的陆上优势，标志着法国地面霸权的到来。在一系列胜利之后，路易返回巴黎，直到1644年被派往德国支援在那里作战的法军统帅蒂雷納子爵。这次他被授予整个军队的指挥权。1645年夏季的战役异常激烈，在北林根的辉煌胜利中，默西被昂基安公爵打败，本人阵亡。昂基安也多处负伤。1646年，昂基安跟随奥尔良公爵加斯东在佛兰德作战。在加斯东返回巴黎后，昂基安单独指挥战斗，攻克了敦克尔克。 
1646年亨利二世·德·波旁去世，路易二世·德·波旁继承了亲王称号。他的政治生涯与法国历史上著名的投石党运动（“福隆德”）紧密联系在一起。孔代的赫赫军功使他成为法国贵族的首领，这些贵族对克莱拉的继承人、年幼的国王路易十四的首相马萨林削弱贵族权力、扩大王室实权的政策十分不满。在马萨林执政时期，孔代又参加了在低地国家的一些战役。

## 投石黨運動
1648年8月，在第一次投石黨運動的关键时期，法国摄政太后奥地利的安娜（路易十四之母），下令逮捕高等法院的领袖皮埃尔·布鲁塞尔等3人。此举引起民众极度愤怒，8月26日，巴黎发生市民起义，王室与马萨林被迫出逃。9月，太后奥地利的安娜紧急召回孔代，希望获取他对王室和马萨林政府的支持。孔代十分勉强地同意了这个要求，并在犹豫再三后领导了围攻巴黎的军队，於1649年初逼降巴黎，簽訂《呂埃耶和約》、結束法院投石黨之亂。
在法院福隆德结束之后不久，路易二世·德·波旁与王室和马萨林决裂。他的高傲和野心使他非常不受奥地利的安娜欢迎；在安娜太后的授意之下，1650年1月18日馬薩林政府逮捕了路易二世·德·波旁及他的主要追随者孔蒂亲王（路易的弟弟）和隆格维尔公爵。孔代的其他支持者，包括蒂雷納子爵等人成功出逃。出逃的贵族领袖们积极策划营救亲王等人，他们实际已经开始造反，从而拉开了亲王福隆德的序幕。隆格维尔夫人（路易的姐姐）与法国的敌人西班牙谈判以期获得援助；路易的妻子、年輕的孔代王妃（當時22歲）的身边集结起一支军队占领了波尔多。
妇女们的积极活动取得了一定效果：1651年1月，奥地利的安娜释放了被关押在勒阿弗尔的孔代等三人。孔代获释后即与西班牙结盟向宫廷和马萨林挑战。这次他难以获得人们的支持，王室和前法院福隆德成员被迫联合反对孔代，混乱的内战开始。1652年7月2日在巴黎圣安托万区，孔代与蒂雷納子爵（此时已站到王室一边）这两位当时最伟大的将领展开决战。孔代被蒂雷納子爵所压制，几乎陷入绝境；只是因为他的同党、奥尔良公爵的女儿说服巴士底狱的大炮倒戈向蒂雷纳开火，孔代才得以重新发动攻势逼平戰局。

## 西班牙大將
1652年9月，势单力孤的孔代逃亡西班牙。西班牙国王腓力四世授权孔代指挥西班牙军队与法国作战，并把卢森堡赐封给他。他取得了很多胜利，但不久就被蒂雷納子爵的法軍擋住。1658年6月14日在敦克尔克附近的沙丘戰役，孔代被蒂雷納子爵彻底击溃，此戰後西班牙被说服与法国议和，於1659年比利牛斯和约中，孔代获得了已经亲政的堂弟路易十四的宽恕，于是他又开始为法国效力了。

## 重返榮耀
孔代在1667年~1668年的遗产战争中表现耀眼，他與蒂雷納子爵的再度组合，令人望而生畏。1673年，波兰国王揚·卡齊米日一度希望推舉他繼位。但是路易十四猜忌孔代的一切业绩，最终把这个建议否决了。
因為路易十四的雄圖壯志，不久孔代又卷入低地国家的事务，於1672-1678年的法荷战争中指挥法军。他再次與蒂雷納子爵聯手，分進合擊、戰無不勝。1674年，路易二世·德·波旁完成了他的最后一次伟大胜利（在塞纳夫战役中击败荷軍統帥奥兰治亲王威廉）。1675年他接替蒂雷納子爵戰死後（被流彈擊中）的指揮任務，在萊茵河逼退神聖羅馬帝國軍的優秀主帥——拉依蒙多·蒙特庫科利。他可以說替路易十四漂亮地打贏法荷戰爭，促使路易十四在1680年被巴黎市政會尊為「路易大帝」。
1675年後，他因為一生的辛勞與痛風的折磨，允准回到尚蒂伊城堡，在那裡度過了11年的退休生活。他晚年獻身宗教活動，在1686年11月11日（65歲時），於床上病逝。死後由偉大的博旭哀主教，替他唱誦聖歌並主持喪禮，喪禮中博旭哀的演講被視為他三大經典演講稿的最後一篇，並在後世被永久傳誦。

## 註腳
1. ↑  Carrier 2004，第40頁.
2. ↑  Spanheim, Ézéchiel. Emile Bourgeois , 编. . le Temps retrouvé. Paris: Mercure de France. 1973: 319 （法语）.
3. 1 2  Keegan & Wheatcroft 1996，第61頁.
4. ↑  Tucker 2011，第838頁.
5. ↑  Wolf 1968，第241頁.